# 免許
在日語，免許的含義是“许可”。日本法律中免許指允许机构或個人进行通常被禁止或限制的行为，授予的書面許可證即“免許状”、“免許証”，例如駕駛執照在日語稱為。在古流中指流派成員傳授該流派各种技藝的許可。

## 古流传统
虽然常被认为是用于傳授古典武道和武術，它也應用于其它傳統藝能流派的傳授，例如水墨畫、茶道、華道或書道。學生達到某些傳位會得到該流派所授予的證書或捲軸等免許状。
不同的技藝流派分有不同的傳位，其中部分如下：
- 入門最初級階段。
- 奧入初級階段，有的流派會授予奥入免許[3]。
- 切紙切紙免許，初等免許状。
- 目録目録免許，按學習程度細分：
  - 初目録
  - 小目録
  - 箇条目録
  - 中目録
  - 大目録

以上傳位又可分為初傳、中傳、上傳、特傳等：
- 初傳
- 中傳
- 上傳

許多流派會將免許資格設置在目錄亦或在目錄以上作為獨立的傳位。
以下是部分流派中的頂級傳位：
- 秘傳
- 奥傳
- 総傳
- 皆傳掌握流派所有技藝，一般流派的最高傳位。
- 極傳極意傳，秘傳中的秘傳，高於皆傳。

## 免許皆傳
免許皆傳（日语：／ Menkyo Kaiden）的含义是“全部傳授的證明”。皆傳在古流中指的是學生掌握了該流派全部技藝，并通過了各方面測試的證明。
免許皆傳是最高级别的證明，簡言之就是出師的意思，擁有該許可之人可以自己開宗立派傳授技藝。

## 参見
- 1883年嘉納治五郎創立现代段位系统替代古流（英语：Koryu）的傳位。[4]
- 印可，一些受禪宗影響的流派的印信許可，近似於免許皆傳。